# 만추 (1982년 영화)
《만추》는 1982년에 개봉한 대한민국의 영화이다.

## 캐스팅
- 김혜자 : 남혜림 역
- 정동환 : 김민기 역
- 여운계 : 교도관 역
- 이대로
- 최종원
- 양일민
- 장정국
- 엄유신
- 장인한
- 박종설
- 김만 (특별출연)